# Ваздухопловни савез Републике Српске
Ваздухопловни савез Републике Српске основан је 1992. у Бањој Луци, а оснивачи су били аеро-клубови "Свети Илија" из Бање Луке, "Прва партизанска авијација" из Приједора и "Подгрмеч" из Санског Моста. Чланови Савеза су клубови из Бање Луке, Добоја, Лакташа, Приједора, Српца, Источног Сарајева, Сокоца и Требиња. Путем својих комисија и клубова, Савез развија више ваздухопловних грана (моторно летење, ултралако летење, падобранство, параглајдинг, балонарство, ваздухопловно моделарство, самоградња ваздухоплова и једриличарство) и пружа стручну и другу помоћ клубовима у њиховим активностима и организацији првенстава, ревијалних наступа и других манифестација. Са Ваздухопловним савезом ФБиХ чини Ваздухопловни савез БиХ, који је члан Међународне ваздухопловне федерације (FAI).